# Loxorhynchus
Loxorhynchus is een geslacht van kreeftachtigen uit de klasse van de Malacostraca (hogere kreeftachtigen).

## Soorten
- Loxorhynchus crispatus Stimpson, 1857
- Loxorhynchus grandis Stimpson, 1857
- Loxorhynchus guinotae Hendrickx & Cervantes, 2003